# Пиранозы

Глюкоза в форме β-аномера глюкопиранозы

Пиранозы — моносахариды, находящиеся в циклической форме и содержащие шестичленное (пирановое) кольцо. Пиранозы образуются в результате внутримолекулярной ацетализации гидроксигруппы при C-5 и альдегидной группы C-1 (для гексоз). Пиранозы могут существовать в виде α- и β-аномеров.
Термин «пираноза» был введен Уолтером Хоуорсом в 1929 году, в публикации о первых рентгеноструктурных данных для сахаров. В более ранних работах обозначались как δ-гликозиды.